# Gare de Berlin Messe Nord/ZOB
La gare de Berlin Messe Nord/ZOB (BMN) est une gare ferroviaire à Berlin sur le Ringbahn. Elle est située dans le quartier Charlottenburg mais juste à la limite du quartier Westend entre le pont Ostpreußenbrücke (Neue Kantstraße) et la rue Kaiserdamm.
Elle est située au nord du parc des expositions (Messe) et du Centre International des Congrès (Internationales Congress Centrum — ICC), ainsi que de la tour radio de Berlin. La gare routière internationale (Zentraler Omnibusbahnhof Berlin — ZOB) est également à proximité, ce qui permet une correspondance avec des liaisons nationales et internationales. La gare est enserrée des deux côtés par les chaussées d'une autoroute très passante, la Bundesautobahn 100, et n'est accessible que par des ponts et des passerelles au-dessus de ces chaussées. La gare s'appelait jusqu'en 2002 Gare de Berlin Witzleben, puis jusqu'au 14 décembre 2024 gare de Berlin Messe Nord/ICC,.
La station de métro Kaiserdamm (de) où circule la ligne 2 est située à une centaine de mètres à l'ouest de l'entrée nord de la gare.

## Histoire
La gare est mise en service 1er avril 1916. Elle est constituée de deux quais centraux symétriques avec à chaque extrémités un bâtiment-voyageur presque identique. Le quai à l'Est accueillait les trains provenant ou allant en direction du Stadtbahn, alors que les trains empruntant le Ringbahn utilisaient le quai ouest.
Le raccordement vers le Stadtbahn est bombardé en 1944. Il n'est pas remis en service et est abandonné.

## Galerie

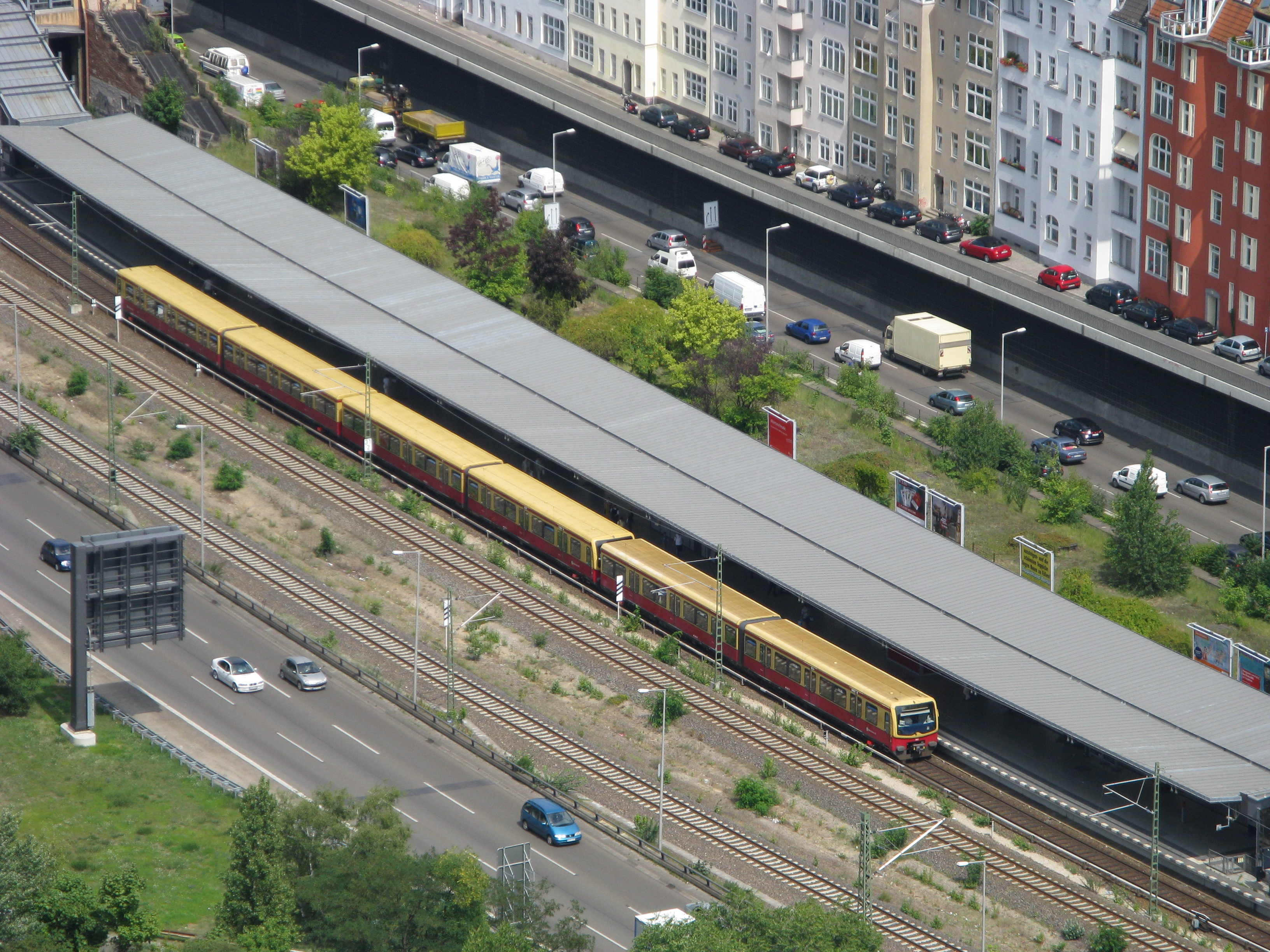
Vue de la gare depuis la tour radio.
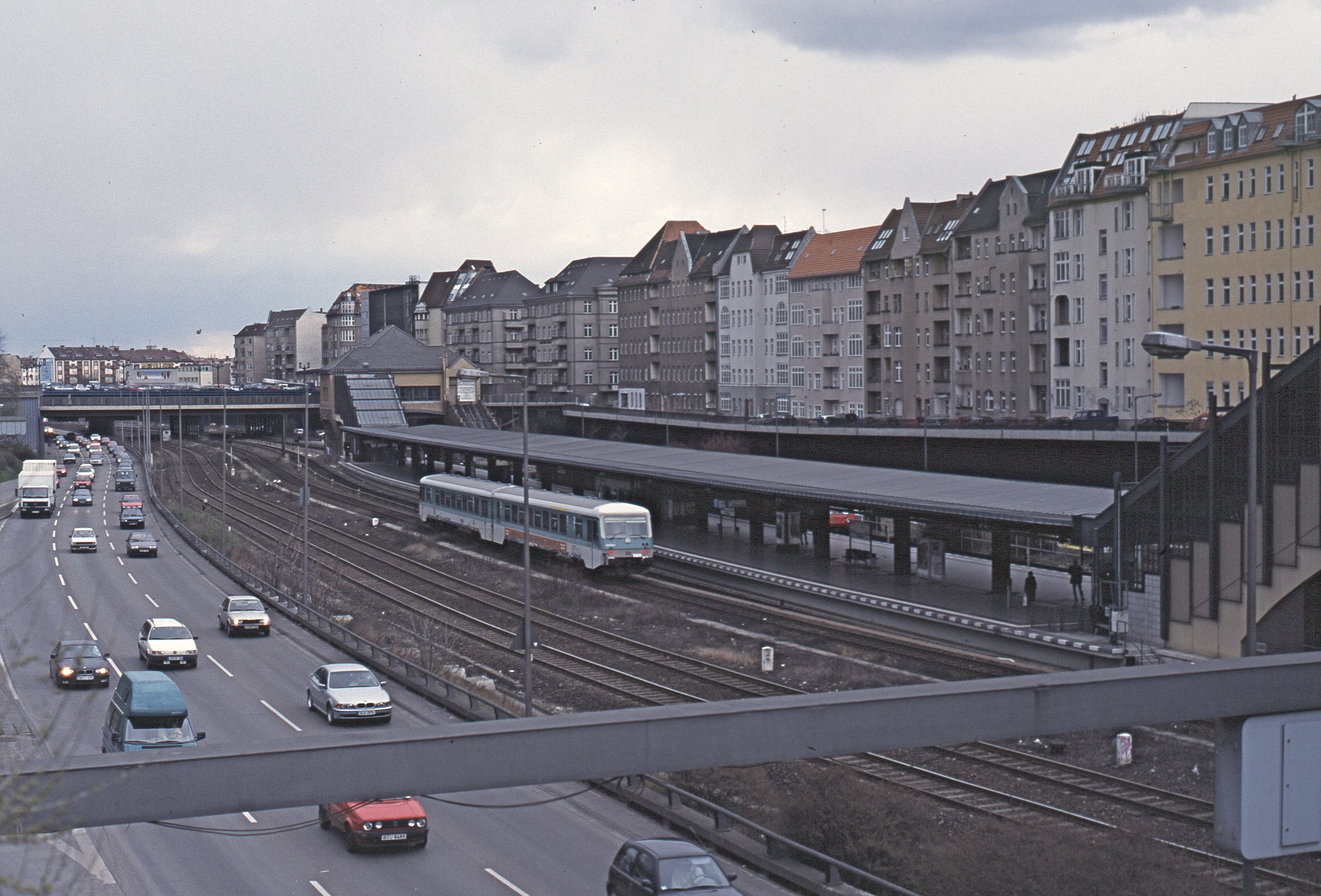
La gare en 1997
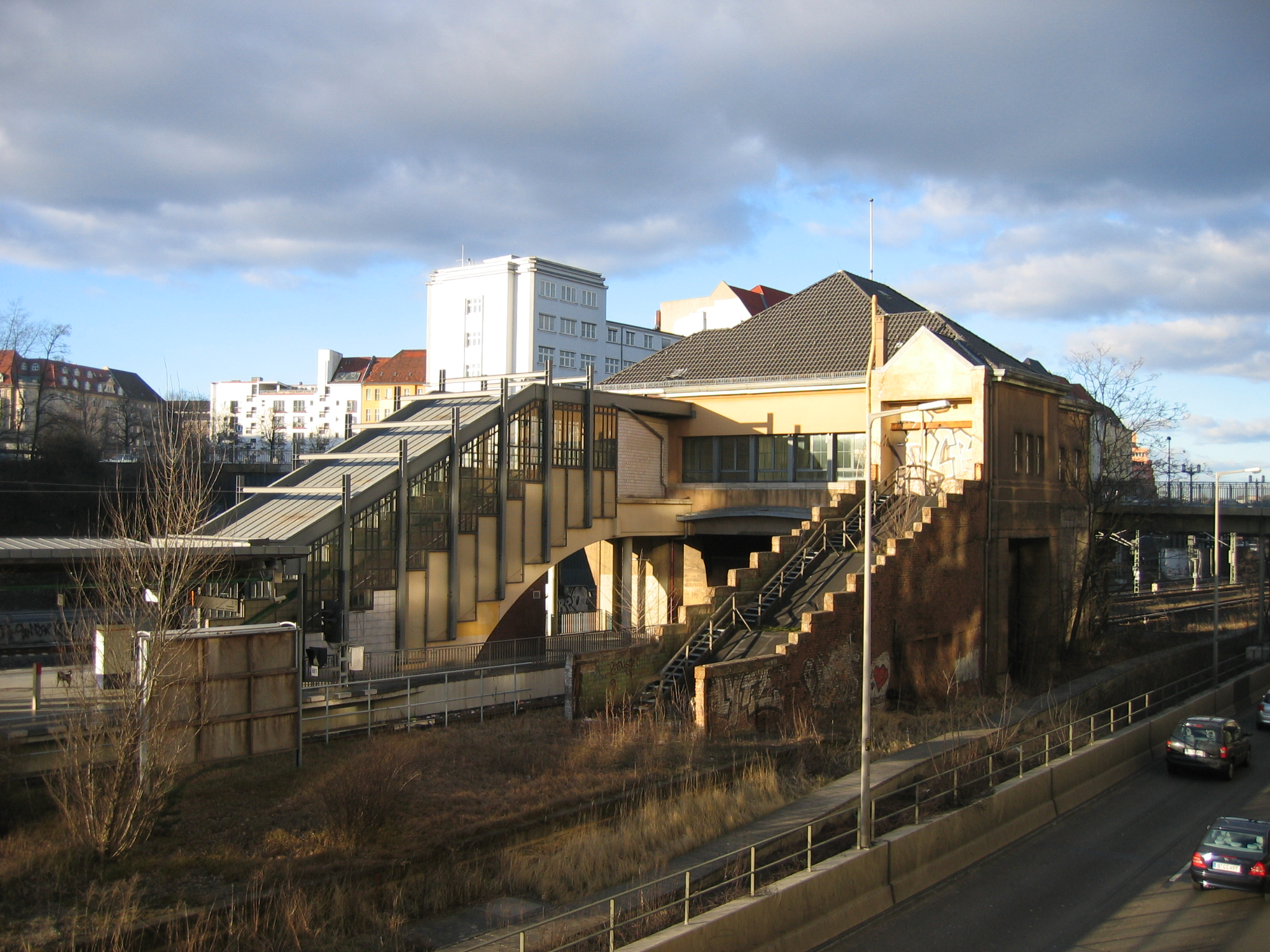
Quai désaffecté sur l'ancien raccordement du Stadtbahn